# Eorotex (equipo ciclista)
El equipo Eorotex fue un equipo ciclista suizo de ciclismo en ruta que compitió profesionalmente de 1982 a 1983.

## Corredor mejor clasificado en las Grandes Vueltas
| Año  | Giro de Italia       | Tour de Francia     | Vuelta a España    |
| ---- | -------------------- | ------------------- | ------------------ |
| 1982 | -                    | 21.º Stefhan Mutter | 7.º Stefhan Mutter |
| 1983 | 14.º Jostein Wilmann | -                   | -                  |

## Principales resultados
- Trofeo Luis Puig: Raimund Dietzen (1982)
- Gran Premio del lado de Argòvia: Siegfried Hekimi (1983)

### En las grandes vueltas
- Giro de Italia
  - 1 participaciones (1983)
  - 0 victorias de etapa:
  - 0 clasificaciones finales:
  - 0 clasificaciones secundarias:

- Tour de Francia
  - 1 participaciones (1982)
  - 1 victorias de etapa:
    - 1 el 1982: Stephan Mutter

  - 0 clasificaciones finales:
  - 0 clasificaciones secundarias:

- Vuelta a España
  - 1 participaciones (1982)
  - 0 victorias de etapa:
  - 0 clasificaciones finales:
  - 1 clasificaciones secundarias:
    - Clasificación por puntos: Stephan Mutter (1982)[1]